# Bom Lugar
Bom Lugar is een gemeente in de Braziliaanse deelstaat Maranhão. De gemeente telt 13.384 inwoners (schatting 2009).